# Bruno Latour
Bruno Latour, född 22 juni 1947 i Beaune, Côte-d'Or, död 9 oktober 2022 i Paris, var en fransk filosof och sociolog känd för sina studier om kunskapsbildning och vetenskapsteori. Han är en av de främsta upphovsmännen bakom Actor-Network Theory (ANT).

## Utmärkelser
- Prix Roberval Grand public,  1992[12]
- John Desmond Bernal Prize,  1992
- Hedersdoktor vid Lunds universitet,  1996[13][14]
- Officer av Akademiska palmen,  2002
- Hedersdoktor vid Université de Lausanne,  2006[15]
- Hedersdoktor vid Göteborgs universitet,  2008[15]
- Hedersdoktor vid Université de Montréal,  2008[15]
- Siegfried Unseld Preis,  2008
- Hedersdoktor vid University of Warwick,  2009[15]
- Riddare av Hederslegionen,  31 december 2011[16]
- Holbergpriset,  2013[10]
- Raymond de Boyer de Sainte-Suzanne-priset,  2014
- Albertus-Magnus-Professur,  2015[17]
- Prix de l'Académie catholique de France,  2016[18]
- Hedersdoktor vid Edinburghs universitet,  2016
- Officer av Nationalförtjänstorden,  18 november 2017[19]
- Kyotopriset i konst och filosofi,  2021[20][10]

[Redigera Wikidata]